# Lisewo
Lisewo [pronunciación en polaco: /liˈsɛvɔ/] es un pueblo ubicado en el distrito administrativo de Gmina Pyzdry, dentro del Distrito de Września, Voivodato de Gran Polonia, en el oeste de Polonia central. Se encuentra aproximadamente a 10 kilómetros al sur de Pyzdry, a 29 kilómetros al sur de Września, y a 64 kilómetros al sureste de la capital regional Poznań.